# Фокальная плоскость

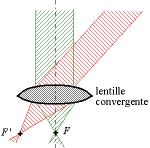
Точки F и F', в которых фокусируются пучки параллельных лучей, лежат в фокальной плоскости

Фока́льная пло́скость в параксиальной оптике — плоскость, перпендикулярная оптической оси и проходящая через передний или задний фокус, называется передней или задней фокальной плоскостью соответственно. В кино-, фото- и видеотехнике, при условии фокусировки на «бесконечность», задняя фокальная плоскость совпадает с фотоматериалом или фотоматрицей.
В идеальной оптической системе фокальная плоскость пространства изображений сопряжена с бесконечно удалённой плоскостью пространства предметов, то есть представляет собой совокупность фокусов всех наклонных пучков, лучи света в которых параллельны. В реальной оптике поверхность, обладающая такими свойствами, плоскостью не является. Аберрация, которая служит причиной несовпадения данной поверхности с плоскостью, называется кривизной поля изображения.